# Eli Lilly and Company
Eli Lilly and Company ([ˈiːlaɪ ˈlɪlɪ ænd ˈkʌmpənɪ], «Илай Ли́лли энд Компани») — американская фармацевтическая компания. Была основана в 1876 году в Индианаполисе (штат Индиана), где по-прежнему располагается её штаб-квартира. Известна как первая компания, начавшая промышленное производство инсулина (в 1923 году).

## История
Компания названа в честь её основателя, полковника Илая Лилли, ветерана Гражданской войны 1861—1865 годов. В 1876 году он основал в Индианополисе лабораторию по производству лекарств. Одним из основных новшеств, принесших компании успех, было производство медикаментов в желатиновых капсулах. Компания была зарегистрирована как корпорация в 1880 году, был учреждён совет директоров, среди друзей и родственников были распространены акции. Полковник Лилли возглавлял компанию вплоть до самой смерти в 1898 году, до 1953 года ею руководили его сыновья и внуки.
Первым успешным препаратом стал Succus Alterans («укрепляющий сок»), применявшийся при венерических заболеваниях. Он начал выпускаться в 1883 году и позволил компании значительно ускорить свой рост.
В 1921 году компания совместно с университетом Торонто начала разработку методики промышленного производства инсулина и уже через два года первой начала его изготавливать, неизменно сохраняя по нему лидерство в США (в начале 1990-х она контролировала 75 % рынка инсулина в США). В 1940-х годах одной из первых начала выпуск пенициллина, а позже и других антибиотиков — эритромицина и ванкомицина. В 1960-х было начато производство нового антибиотика, цефалоспорина. В 1934 году открыто представительство в Лондоне. В 1937 году был основан благотворительный фонд Лилли (англ. Lilly Endowment).
В 1971 году Eli Lilly за $38 млн купила косметическую компанию Elizabeth Arden, которая в 1987 году была продана Fabergé за $657 млн. Также были куплены IVAC Corporation (производитель медицинского оборудования, 1977 год), Cardiac Pacemakers Inc. (производитель кардиостимуляторов, 1978 год) и Physio-Control Corporation (1980 год). В середине 1970-х оборот компании пересёк отметку в $1 млрд, количество сотрудников достигло 23 тысяч.
В 1982 году начались продажи хумулина — инсулина человека, полученного с помощью генной инженерии. В 1987 году FDA одобрило препарат прозак (флуоксетин), применяемый для лечения депрессии. Объём его продаж к 1990 году составил 600 млн долларов США, а к 1992 году превысил 1 млрд долларов, что сделало этот препарат одним из ведущих 15 лекарственных средств по объёму продаж..
В 1986 году FDA одобрило препарат гемзар, применяющийся при онкологических заболеваниях. К 2002 году он был одобрен в 85 странах, в США его применяли 80 % больных раком поджелудочной железы. В 1996 году начался выпуск препарата зипрекса (оланзапин) для лечения шизофрении и биполярных расстройств, а в 1997 году — препарата эвиста для лечения остеопороза, ставших одними из самых продаваемых продуктов компании.
В 1998 году Eli Lilly and Company организовала совместное предприятие с компанией Icos для продвижения на рынок сиалиса, в 2007 году эта компания была поглощена. Сумма сделки оценивалась в $2,3 млрд.
В 2001 году закончился срок действия патента на прозак, попытки его продлить в судебном порядке не увенчались успехом, и другие компании начали производство его дженериков, что привело к падению прибыли Eli Lilly and Company на 14 %.
В 2010 году FDA одобрило препарат аксирон (Axiron) для лечения сниженного уровня тестостерона у мужчин. К 2013 году его продажи достигли $178,7 млн, однако FDA изменило своё отношение к аксирону, поскольку исследования показали, что он и аналогичные препараты повышают риск инфаркта и инсульта.
В 2014 году ветеринарное подразделение Elanco поглотило германскую компанию Lohmann Animal Health, мирового лидера по производству вакцин для домашней птицы. В 2015 году за $5,28 млрд было куплено ветеринарное подразделение швейцарской компании Novartis.
В январе 2018 года компания приобрела американского разработчика противоопухолевых препаратов Loxo Oncology. Сумма сделки составила $8 млрд.
В марте 2019 года была продана дочерняя компания по производству ветеринарных препаратов Elanco Animal Health Inc.
Во время пандемии COVID-19 компанией был разработан препарат бамланивимаб. В ноябре 2020 года было получено разрешение на его экстренное применение в лёгких и средних случаях; в апреле 2021 года оно было отозвано из-за низкой эффективности.
В январе 2025 года Eli Lilly объявила о покупке разработчика противораковой терапии, компании Scorpion Therapeutics, за $2,5 млрд. В мае 2025 года было объявлено о приобретении биотехнологической компании SiteOne Therapeutics, стоимостью $1 млрд, разработавшей неопиоидный анальгетик. 17 июня 2025 года было достигнуто соглашение о покупке за $1,3 млрд биотехнологической компании Verve Therapeutics, специализирующейся на лечении сердечно-сосудистых заболеваний, а именно на снижении уровня липопротеидов низкой плотности («плохого» холестерина) методом генного редактирования.

## Собственники и руководство
Акции компании котируются на Нью-Йоркской фондовой бирже, рыночная капитализация по состоянию на апрель 2025 года составляла $796 млрд. Крупнейшим акционером является Фонд Лилли (Lilly Endowment, Inc.), ему принадлежит 10,13 % акций. Крупные пакеты акций также принадлежат институциональным инвесторам, по состоянию на 2025 год наиболее значимыми из них были Vanguard Fiduciary Trust Co. (7,83 %), PNC Investments LLC (5,41 %), BlackRock Advisors LLC (5,21 %), State Street Corporation (3,62 %), Fidelity Management & Research Co. LLC (3,22 %).
Дэвид Рикс (David A. Ricks) — президент и главный исполнительный директор (CEO) с 1 января 2017 года, с июня 2017 года также председатель совета директоров. В компании с 2002 года, до этого работал в Hewlett-Packard и IBM. Образование: университет Пердью (бакалавр) и университет Индианы (магистр).

## Деятельность
Eli Lilly and Company занимается разработкой, производством и продажей лекарственных средств. Основные научно-исследовательские центры находятся в США (штаты Индиана, Калифорния, Колорадо, Массачусетс и Нью-Йорк), Испании и Сингапуре. Фабрики находятся в США (штаты Индиана, Нью-Джерси и Северная Каролина), Ирландии, Испании, Италии, Китае, Пуэрто-Рико, Франции и Японии.
По объёму продаж в 2024 году наиболее значимыми лекарствами были:
- Мунджаро (тирзепатид, Mounjaro) — противодиабетический препарат ($11,54 млрд);
- Верценио (абемациклиб[англ.], Verzenio) — применяется при лечении рака молочной железы ($5,31 млрд);
- Трулисити (дулаглутид, Trulicity) — противодиабетический препарат (продажи $5,25 млрд);
- Зепбунд (тирзепатид, Zepbound) — применяется для снижения веса ($4,93 млрд);
- Джардинс (эмпаглифлозин[англ.], Jardiance) — противодиабетический препарат ($3,34 млрд);
- Талс (иксекизумаб, Taltz) — применяется при лечении псориаза ($3,26 млрд);
- Хумалог (Humalog) — аналог инсулина ($2,32 млрд);
- Цирамза (рамуцирумаб, Cyramza) — противораковое лекарственное средство ($0,97 млрд);
- Олумиант (барицитиниб, Olumiant) — применяется для лечения ревматоидного артрита ($0,96 млрд);
- Хумулин (Humulin) — аналог инсулина ($0,92 млрд);
- Эмгалити (галканезумаб[англ.], Emgality) — средство от головной боли ($0,87 млрд);
- Басаглар (инсулин гларгин, Basaglar) — противодиабетический препарат ($0,68 млрд);
- Эрбитукс (цетуксимаб, Erbitux) — противораковое лекарственное средство ($0,63млрд);
- Тивит (синтилимаб[англ.], Tyvyt) — применяется при лечении лимфогранулематоза ($0,53 млрд, только в Китае);
- Зипрекса (оланзапин, Zyprexa) — атипичный антипсихотик ($0,12 млрд).

Выручка компании за 2024 год составила 45 млрд долларов, из них на США пришлось $30,4 млрд, на Европу — $6,9 млрд, на Японию — $1,8 млрд, на КНР — $1,7 млрд, на другие регионы — $4,3 млрд.
В списке крупнейших публичных компаний мира Forbes Global 2000 в 2024 году Eli Lilly and Company заняла 174-е место. В списке крупнейших компаний США Fortune 500 заняла 127-е место.
|                     | 2001…  | 2006…  | 2011  | 2012  | 2013  | 2014  | 2015  | 2016  | 2017   | 2018  | 2019  | 2020  | 2021  | 2022  | 2023  | 2024  |
| ------------------- | ------ | ------ | ----- | ----- | ----- | ----- | ----- | ----- | ------ | ----- | ----- | ----- | ----- | ----- | ----- | ----- |
| Оборот              | 11,54… | 15,69… | 24,29 | 22,60 | 23,11 | 19,62 | 19,96 | 21,22 | 22,87  | 24,56 | 22,32 | 24,54 | 28,32 | 28,54 | 34,12 | 45,04 |
| Чистая прибыль      | 2,78…  | 2,663… | 4,348 | 4,089 | 4,685 | 2,391 | 2,408 | 2,738 | -0,204 | 3,232 | 8,318 | 6,194 | 5,582 | 6,245 | 5,240 | 10,59 |
| Активы              | 16,43… | 22,04… | 33,22 | 33,32 | 35,21 | 36,31 | 35,57 | 38,81 | 44,98  | 43,91 | 39,29 | 46,63 | 48,81 | 49,49 | 64,01 | 78,71 |
| Собственный капитал | 7,10…  | 10,83… | 13,54 | 14,77 | 17,64 | 15,39 | 14,59 | 14,08 | 11,67  | 10,91 | 2,70  | 5,83  | 8,98  | 10,65 | 10,77 | 14,19 |

## Критика
В 1985 году против компании и лично главы исследовательской лаборатории Eli Lilly доктора Уильяма Шеддена было возбуждено уголовное дело в связи с сокрытием информации о случаях смертей и болезней, возникших в результате приёма препарата орафлекс. Компания заплатила штраф $25 тысяч, Шедден — $15 тысяч, однако обвинение в умышленном обмане было снято. Также в 1980-х годах была подана серия исков против производителей лекарства диэтилстильбэстрола (Eli Lilly and Company являлась крупнейшим из них); общая сумма компенсаций пострадавшим превысила $1 млрд.
Внимание к прозаку привлекли сообщения о повышенной тяге к самоубийству, возникающей на фоне его приёма. В связи с этим против Eli Lilly было подано в США 70 исков, но ни один из них не дошёл до суда. Внутренние документы компании свидетельствуют, что Eli Lilly длительное время скрывала информацию о самоубийствах вследствие приёма прозака при клинических испытаниях и объясняла их передозировкой или проявлением депрессии. К 2000 году сумма компенсаций в связи с прозаком достигла $50 млн. Eli Lilly незаконно продвигала флуоксетин при некоторых неутверждённых показаниях, например при застенчивости, расстройствах пищевого поведения, низкой самооценке. Смещение в спонсируемых фармацевтической промышленностью испытаниях флуоксетина очень велико: в прямых сравнительных испытаниях, где прозак был основным предметом исследования, существенно большему числу пациентов становилось от него лучше, чем в испытаниях, в которых прозак был компаратором (использовался для сравнения).
С 1999 по 2009 год Eli Lilly занималась продвижением на американский рынок препарата актос (англ. pioglitazone), производимого японской компанией Takeda Pharmaceuticals. Он предназначался для лечения диабета, но оказалось, что он повышал риск инфаркта и рака желчного пузыря. Против обеих компаний были поданы тысячи исков, сумма компенсаций к апрелю 2015 года достигла $2,37 млрд. Другое лекарство от диабета, биетта (англ. exenatide), производившееся совместно с компанией Amylin Pharmaceuticals, приводило в некоторых случаях к панкреатиту. Компании прекратили сотрудничество в 2011 году, в 2012 году Amylin была куплена Bristol-Myers. Сходные проблемы возникли с запущенным в 2011 году препаратом траджента (англ. linagliptin).
Компания очень активно рекомендовала зипрексу для применения её не по назначению при слабоумии и депрессии, особенно у детей и пожилых людей, несмотря на тяжёлые побочные эффекты, включающие в себя, в частности, сердечную недостаточность, пневмонию, лишний вес и диабет. Зная о риске прибавки веса у пациентов, компания, тем не менее, сводила к минимуму связь между зипрексой и лишним весом в широко распространявшемся видеоролике «Миф о диабете», использовавшем результаты исследований сомнительного качества и честности и ложную отчётность по побочным эффектам. В 2009 году Eli Lilly заплатила штраф в размере $1,415 млрд за рекламу зипрексы как средства для лечения болезней, для которых она не была сертифицирована FDA. Более $1 млрд компания выплатила ранее в связи с большим количеством исков от пациентов, утверждавших, что у них развился диабет или другие серьёзные заболевания вследствие приёма зипрексы.